# Артур Віґґінс
Артур Віґґінс (англ. Arthur Wiggins, 4 грудня 1891 — 23 липня 1961) — британський академічний веслувальник.
Срібний призер Олімпійських Ігор 1912 року в складі вісімки.